# The Youngbloods
The Youngbloods var en amerikansk popgrupp som bildades i New York år 1965 med Jesse Colin Young som frontman och sångare. Bandet bestod i övrigt av gitarristen Jerry Corbitt, Micheal Cane på bas och Joe Bauer på trummor.
De fick kontrakt på RCA Records och en av deras singlar "Grizzly Bear" nådde listplacering 1967 med en femtioandra plats på Billboard Hot 100. Samma år släpptes även deras inspelning av låten "Get Together" som kom att bli deras enda riktigt stora hit. Låten kom dock inte att slå förrän 1969 då den ofta användes i radioreklam och samhällsinformation i USA, och låten nådde nu femte plats på amerikanska singellistan. 
Låten "Darkness, Darkness" som släpptes 1969 blev deras sista intrång på amerikanska singellistan, och då som en mycket lågt placerad singel. Samma år släppte de albumet Elephant Mountain som blev kritikerrosat, men sålde dåligt. Corbitt lämnade samtidigt gruppen och de övriga fortsatte som trio. 1970 tog regissören Michelangelo Antonioni med en av gruppens låtar, "Sugar Babe" i sin film Zabriskie Point. Michael Kane togs in som basist på de sista två albumen som gruppen släppte.
Gruppen upplöstes 1972, efter att bl.a. ha medverkat på två soundtrack till tidstypiska filmer. Gruppen återbildades för en turné under åren 1984-1985 med tre av originalmedlemmarna, Young, Corbitt och Levinger. Men sedan dess har de inte varit aktiva. Jesse Colin Young släppte från 1970-talet och framåt ett dussintal album som soloartist och nådde hyfsad framgång med ett flertal av dem.

## Medlemmar
- Jesse Colin Young – basgitarr, gitarr, sång (1965–1972, 1984–1985)
- Jerry Corbitt – gitarr, munspel, sång (1965–1969, 1984–1985; död 2014)
- Lowell Levinger – sologitarr, piano, pedal steel guitar, sång (1965–1972, 1984–1985)
- Joe Bauer – trummor (1965–1972; död 1982)
- Michael Kane – basgitarr (1971–1972)
- David Perper – trummor (1984–1985)
- Scott Lawrence – keyboard, träblåsinstrument (1984–1985)
- John Richard ("Earthquake") Anderson – munspel, sång (1968–1972; död 2017)

## Diskografi
- The Youngbloods (1967)
- Earth Music (1967)
- Elephant Mountain (1969)
- Two Trips (1970)
- Good and Dusty (1971)
- High on a Ridgetop (1972)